# タンボヒメウズムシ
タンボヒメウズムシ (Mesostoma lingua) とは、扁形動物門 有棒状体綱 棒腸目 バラクチヒメウズムシ科 メソストマ属に属する自由生活性の扁形動物門の一種。

## 概要
- 成体の体長は、5 - 7 mm程度であり、多数の白色の急発卵や赤褐色の耐久卵を持つ[1][2]。
- 目は盃状で、暗青色である[1]。
- 日本においては、主として水田で見つかり、水稲株周辺に多く生息している[1][3]。得に、水稲栽培期間前半で良く見つかる[4]。
- 頭部の先端にある粘着器官でミジンコやユスリカなどの節足動物を捕らえ、腹面中央にある口から咽頭を出して獲物の内部を食べる[1][2]。
- 旧世界には広く分布するが、南北米大陸では未知である[1]。
- 分類は、分子系統学による記載に従った[5]。